# Лавинг (Њу Мексико)
Лавинг (енгл. Loving) град је у америчкој савезној држави Њу Мексико.

## Демографија
По попису из 2010. године број становника је 1.413, што је 87 (6,6%) становника више него 2000. године.
| Група             | 2000.         | 2010.         |
| Белци             | 265 (20,0%)   | 284 (20,1%)   |
| Афроамериканци    | 4 (0,3%)      | 16 (1,1%)     |
| Азијати           | 0 (0,0%)      | 3 (0,2%)      |
| Хиспаноамериканци | 1.038 (78,3%) | 1.091 (77,2%) |
| Укупно            | 1.326         | 1.413         |